# Eklången
Eklången är en småort i Eskilstuna kommun belägen i Ärla socken vid västra delen av sjön Eklången.
Här fanns tidigare en station längs Norra Södermanlands järnväg.
Eklången har uppmärksammats flera gånger för att ha ovanligt varmt väder.
Eklången omfattar cirka 50 bofasta hushåll och cirka 50 sommargäster.
Eklången har en egen brädsåg.